# کالی (نقاش)
کالی (لهستانی: Kali؛ ۱۸ دسامبر ۱۹۱۸ – ۲۰ ژوئن ۱۹۹۸) یک نقاش اهل لهستان و ایالات متحده آمریکا بود.
شهرت وی بخاطر سبک مخصوصش در نقاشی بود و او را یکی از مهمترین نقاشان کشور لهستان می‌دانند.